# Jacques Lemaire
Jacques Gerard Lemaire (* 7. September 1945 in LaSalle, Québec) ist ein ehemaliger kanadischer Eishockeyspieler und -trainer. Mit den Montréal Canadiens gewann er zehnmal den Stanley Cup, achtmal als Spieler während seiner zwölfjährigen Laufbahn und zweimal als Mitglied des Managements. Als Trainer der New Jersey Devils gewann er 1995 seinen elften Stanley Cup.

## Karriere als Spieler
Jacques Lemaire spielte von 1963 bis 1966 bei den Montréal Junior Canadiens in der OHA, wo er in seinem dritten Jahr in 48 Spielen 93 Punkte erzielen konnte. 1964/65 hatte außerdem für ein Spiel bei den Quebec Aces in der AHL gespielt. 1966 ging er zu den Houston Apollos in die CPHL, ehe er im Jahr darauf von den Montréal Canadiens in die NHL geholt wurde.
Lemaire konnte sich sofort im NHL-Kader durchsetzen, erzielte 42 Punkte und gewann am Ende der Saison seinen ersten Stanley Cup. Die Canadiens dominierten die Playoffs und verloren nur ein Spiel. Die folgende Saison 1968/69 sollte nicht viel anders verlaufen. Wie im Vorjahr trafen sie im Finale auf die St. Louis Blues, die erneut nichts entgegensetzen konnten und die Canadiens gewannen souverän mit 4-0.
Im nächsten Jahr konnten sich Lemaire und die Canadiens nicht für die Playoffs qualifizieren. Sie lagen am Ende nur auf Platz fünf der East Division, punktgleich mit den viertplatzierten New York Rangers. Trotzdem hatten sie 38 Siege und waren damit besser als die St. Louis Blues, die im Westen die Tabelle anführten.
In den folgenden drei Jahren kamen die Canadiens aber wieder mit zwei Stanley-Cup-Siegen zurück und Lemaire spielte 1972/73 seine bis dahin beste Saison mit 44 Toren und 51 Assists, die ihm insgesamt 95 Punkte brachten.
Nachdem Lemaire mit seinem Team in den Saisons 1973/74 und 1974/75 keine Erfolge feiern konnte, dominierten sie die nächsten Jahre. Im Sommer 1976 holten sie den ersten von vier Stanley Cups in Folge. Lemaire wurde zum Held im Stanley-Cup-Finale 1977, als er das entscheidende Tor in der Verlängerung schoss und die Canadiens somit zu einem ungefährdeten 4-0-Sieg über die Boston Bruins führte. 1977/78 spielte Lemaire seine beste Saison mit insgesamt 97 Punkten und am Ende der Saison stand erneut der Stanley-Cup-Sieg.
Sein letztes Jahr als professioneller Eishockeyspieler bestritt er dann 1978/79. Verletzungsbedingt nur 50 Spiele absolvierte, konnte er trotzdem 55 Punkte erzielen. Die Playoffs sollten die besten seiner Karriere werden. In 16 Spielen traf er elf Mal und bereitete zwölf Tore vor, was ihm eine Karrierebestleistung von 23 Punkten einbrachte. Mit seinem achten Stanley-Cup-Sieg verabschiedete er sich im Sommer 1979.
1984 wurde er in die Hockey Hall of Fame aufgenommen.

## Karriere als Trainer und Manager
Jacques Lemaire blieb dem Eishockeysport treu und nur wenige Monate nachdem er seine Spielerkarriere beendet hatte, begann er in der Schweiz beim HC Sierre in der Nationalliga B eine Trainerkarriere. 1981 kehrte er nach Nordamerika zurück und übernahm den Posten des Assistenztrainers der Plattsburgh State University, ehe er 1982 Cheftrainer der Longueuil Chevaliers wurde, die ihre erste Saison in der QMJHL spielten. Das Jahr verlief sehr erfolgreich und das Team stellte einen Rekord als bester Liganeuling der QMJHL aller Zeiten auf.
Im Sommer 1983 wurde er von den Montréal Canadiens als Assistenztrainer eingestellt, doch zum Ende der Saison stieg er zum Cheftrainer auf. Die Saison 1984/85 verlief sehr positiv für das Team, das 41 Siege einfahren konnte. Trotz der erfolgreichen Saison entschloss er sich den Posten des Cheftrainers abzugeben und übernahm den Posten des Assistenz-General Manager für die folgenden acht Jahre, in denen die Canadiens zwei weitere Male den Stanley Cup gewannen. Lemaire war in seiner Managementposition unter anderem auch für die Farmteams und den Nachwuchs zuständig.
1993 kehrte Lemaire zurück in das Trainergeschäft und übernahm die New Jersey Devils, die sich in den vergangenen Jahren zu einem aufstrebenden Team entwickelt hatten. Unter Lemaire wurden sie zu einem Anwärter auf den Stanley Cup. Gleich im ersten Jahr schafften sie es auf Platz zwei in der Regulären Saison und zogen in den Playoffs bis ins Conference-Finale ein, wo sie sich erst nach sieben Spielen den New York Rangers geschlagen geben mussten. Lemaire wurde nach der Saison mit dem Jack Adams Award als bester Trainer der NHL ausgezeichnet.
Die folgende Saison sollte dann der Höhepunkt seiner Trainerkarriere werden. Sein Team marschierte durch die Playoffs und kaum ein Team konnte ihnen etwas entgegensetzen. In den ersten drei Runden hatten sie zusammen nur vier Spiele verloren und im Stanley-Cup-Finale schlugen sie Topfavorit Detroit Red Wings souverän in vier Spielen. Die nächste Saison war hingegen eine große Enttäuschung, als die Devils als Titelverteidiger die Playoffs verpassten. Doch Lemaire führte das Team 1997 und 1998 zurück in die Playoffs.
1998 ging Lemaire zurück zu den Montréal Canadiens und war dort als Berater des General Managers tätig. Zwei Jahre lang blieb er auf diesem Posten, übernahm dann aber im Sommer 2000 den Job als Cheftrainer der Minnesota Wild, die vor ihrer ersten NHL-Saison standen.
Wie erwartet landete das Team in den ersten zwei Saisons in den unteren Regionen der Tabelle, umso bemerkenswerter war es dann als die Minnesota Wild in der Saison 2002/03 die Playoffs erreichten und bis ins Finale der Western Conference einzogen. Lemaire erhielt für seine Arbeit in der Saison seinen zweiten Jack Adams Award als bester Trainer.
In den folgenden zwei Saisons 2003/04 und 2005/06 konnte sich das Team nicht mehr für die Playoffs qualifizieren, kehrte aber 2007 in die Endrunde zurück, unterlagen jedoch schon in der ersten Runde gegen die Anaheim Ducks.
Lemaire ist bekannt dafür, dass er seine Teams gerne defensiv spielen lässt und häufig innerhalb von Reihen Spieler austauscht und nur selten über längere Zeit eine einheitliche Formation beibehält. Er gilt außerdem als Trainer, der es schafft junge Spieler und erfahrene Spieler zu vereinen.
Jacques Lemaire spielte in den siebziger Jahren bereits mit seinem Assistenztrainer Mario Tremblay und Doug Risebrough, dem General Manager der Wild, bei den Montréal Canadiens und gemeinsam gewann sie vier Stanley Cups. Lemaire ist mit insgesamt elf Stanley-Cup-Ringe eine der erfolgreichsten Eishockeypersönlichkeiten. Acht gewann er als Spieler, zwei als Mitglied des Managements der Canadiens und einen als Trainer der New Jersey Devils.
Vor der Saison 2009/10 kehrte er Lemaire zu den New Jersey Devils als Cheftrainer zurück. Nach dem Ausscheiden im Conference-Viertelfinale gegen die Philadelphia Flyers gab er am 26. April 2010 seinen Rücktritt bekannt, blieb dem Franchise aber in anderer Position erhalten. Nach der Entlassung vom John MacLean am 23. Dezember 2010 übernahm er erneut den Trainerposten bei den Devils. Die Mannschaft spielte unter seiner Führung deutlich stabiler und erfolgreicher als zum Saisonbeginn unter MacLean, doch das Manko des schlechten Saisonstarts wurde nicht mehr wettgemacht und die Playoffs verpasst. Kurz nach Ende der regulären Saison 2010/11 erklärte Lemaire seine Trainerkarriere für beendet.
Sein Neffe Manny Fernandez war zuletzt bis 2009 Torhüter der Boston Bruins und spielte unter seiner Führung von 2000 bis 2007 in Minnesota.

## Erfolge und Auszeichnungen

### Als Spieler
- Stanley Cup 1968, 1969, 1971, 1973, 1976, 1977, 1978 und 1979
- Aufnahme in die Hockey Hall of Fame 1984

### Im Management
- Stanley Cup 1986 und 1993 (als Assistenz-General Manager)

### Als Trainer
- Stanley Cup 1995
- Jack Adams Award 1994 und 2003